# Billy Greer
Billy Greer (ur. 26 stycznia 1952 w Surgoinsville) – amerykański basista, grający obecnie w grupie Kansas. Do grupy dołączył w 1985 roku, a pierwszym albumem nagranym z grupą był Power. Wcześniej pracował z wokalistą Steve'em Walshem w zespole Streets, obecnie gra we własnym zespole Seventh Key i pracuje z Kansas.